# Тайванський календар
Календар Республіки Китай, який часто скорочують до календаря ROC або календаря Мінго, — це календар, який використовують у Тайвані, Пенху, Цзіньмень і Мацу. У календарі першим роком вказано 1912 рік, рік створення Китайської Республіки (КР).
Календар ROC дотримується традиції використання назви епохи суверена та року правління, як це робили попередні китайські династії. Нумерація місяців і днів здійснюється за григоріанським календарем. ROC-календар широко використовували в ROC із 1912 року, в тому числі в ранніх офіційних документах.
Календар ROC є офіційним календарем, який використовують на Тайвані та Пенху з 1945 року, а також прийнятий китайськими та тайванськими громадами за кордоном. Хорографії та історичні дослідження, опубліковані в материковому Китаї за період між 1912 і 1949 роками, також використовують календар ROC.

## Деталі календаря
Григоріанський календар був прийнятий Китайською Республікою, що зароджувалася, з 1 січня 1912 року для офіційних справ, але широке населення продовжувало використовувати традиційний місячно-сонячний китайський календар. Статус григоріанського календаря був неясним між 1916 і 1921 роками, поки Китай контролювався кількома конкуруючими воєначальниками, кожен із яких підтримувався іноземними колоніальними державами. Приблизно з 1921 до 1928 року воєначальники продовжували боротьбу за північний Китай, але націоналістичний уряд під керівництвом Гоміндану контролював південний Китай і використовував григоріанський календар. Після того, як Гоміндан відновив Китайську Республіку 10 жовтня 1928 року, григоріанський календар був офіційно прийнятий з 1 січня 1929 року. Китайська Народна Республіка продовжує використовувати григоріанський календар з 1949 року.
Незважаючи на прийняття григоріанського календаря, нумерація років все ще була проблемою. Китайська монархічна традиція полягала у використанні назви епохи монарха та року правління. Однією з альтернатив цьому підходу було використання правління напівлегендарного Жовтого Імператора в третьому тисячолітті до нашої ери для нумерації років. На початку XX століття деякі китайські республіканці почали відстоювати таку систему безперервної нумерації років, щоб позначки року не залежали від назви епохи монарха. (Це було частиною їхньої спроби делегітимізувати династію Цін.)
Коли Сунь Ятсен став тимчасовим президентом Республіки Китай, він надіслав телеграми керівникам усіх провінцій і оголосив 13-й день 11-го місяця 4609-го року правління Жовтого Імператора (що відповідає 1 січня 1912 року) як перший рік Китайської Республіки. Початковий намір календаря Мінго полягав у дотриманні монархічної практики називати роки відповідно до кількості років правління монарха, що було загальновизнаною подією в Китаї. Після встановлення республіки, отже, відсутності монарха, було вирішено використати рік встановлення нинішнього режиму. Це зменшило проблему частої зміни календаря, оскільки жоден китайський імператор не правив понад 61 рік в історії Китаю — найдовшим був імператор Кансі, який правив з 1662 по 1722 рік (Кансі 61). (Імператор Цяньлун зрікся престолу в 1795 році, тобто Цяньлун 60, але ім'я правління Цяньлун все ще використовується неофіційно до його смерті в 1799 році, тобто Цяньлун 64.)
Оскільки більшість китайських назв епохи складалися з двох китайських ієрогліфів, 民國 (Mínguó, «Республіка») використовують як абревіатуру 中華民國 (Zhōnghuá Mínguó, «Китайська Республіка»). Перший рік, 1912-й, називається 民國元年 (Mínguó Yuánnián), а 2022, «114 рік республіки» —民國一百一十一年, 民國111年 або просто 111.
Базуючись на національних стандартах Республіки Китай CNS 7648: Елементи даних і формати обміну — Обмін інформацією — Відображення дат і часу (подібно до ISO 8601), нумерацію років можна використовувати за григоріанською системою, а також за епохою ROC. Наприклад, 2 December 2022 можна написати 2022-12-2 або ROC 111-12-2.
Нумерація ери ROC збігається з нумерацією, яку використовує календар чучхе Північної Кореї, оскільки його засновник Кім Ір Сен народився 1912 року. Роки японської епохи Тайшо (з 30 липня 1912 р. по 25 грудня 1926 р.) також збігаються з роками епохи ROC.
На додаток до календаря Мінго, що належить ROC, тайванці продовжують використовувати місячний китайський календар для певних функцій, таких як дати багатьох свят, обчислення віку людей і релігійні функції.

## Аргументи за і проти
Використання системи ROC ера виходить за межі офіційних документів. Неправильне тлумачення більш імовірне у випадках, коли префікс (ROC або 民國) опущено.
Політичні партії Пан-зеленої коаліції, які підтримують незалежність Тайваню, такі як Демократична прогресивна партія, висунули законодавчі пропозиції щодо офіційного скасування календаря ROC на користь григоріанського календаря.

## Відношення до григоріанського календаря
Щоб конвертувати будь-який григоріанський календарний рік (1912 і пізніше) у календар ROC, відніміть 1911.
| ROC ера | 1    | 2    | 3    | 4    | 5    | 6    | 7    | 8    | 9    | 10   |
| ------- | ---- | ---- | ---- | ---- | ---- | ---- | ---- | ---- | ---- | ---- |
| н. е.   | 1912 | 1913 | 1914 | 1915 | 1916 | 1917 | 1918 | 1919 | 1920 | 1921 |
| ROC ера | 11   | 12   | 13   | 14   | 15   | 16   | 17   | 18   | 19   | 20   |
| н. е.   | 1922 | 1923 | 1924 | 1925 | 1926 | 1927 | 1928 | 1929 | 1930 | 1931 |
| ROC ера | 21   | 22   | 23   | 24   | 25   | 26   | 27   | 28   | 29   | 30   |
| н. е.   | 1932 | 1933 | 1934 | 1935 | 1936 | 1937 | 1938 | 1939 | 1940 | 1941 |
| ROC ера | 31   | 32   | 33   | 34   | 35   | 36   | 37   | 38   | 39   | 40   |
| н. е.   | 1942 | 1943 | 1944 | 1945 | 1946 | 1947 | 1948 | 1949 | 1950 | 1951 |
| ROC ера | 41   | 42   | 43   | 44   | 45   | 46   | 47   | 48   | 49   | 50   |
| н. е.   | 1952 | 1953 | 1954 | 1955 | 1956 | 1957 | 1958 | 1959 | 1960 | 1961 |
| ROC ера | 51   | 52   | 53   | 54   | 55   | 56   | 57   | 58   | 59   | 60   |
| н. е.   | 1962 | 1963 | 1964 | 1965 | 1966 | 1967 | 1968 | 1969 | 1970 | 1971 |
| ROC ера | 61   | 62   | 63   | 64   | 65   | 66   | 67   | 68   | 69   | 70   |
| н. е.   | 1972 | 1973 | 1974 | 1975 | 1976 | 1977 | 1978 | 1979 | 1980 | 1981 |
| ROC ера | 71   | 72   | 73   | 74   | 75   | 76   | 77   | 78   | 79   | 80   |
| н. е.   | 1982 | 1983 | 1984 | 1985 | 1986 | 1987 | 1988 | 1989 | 1990 | 1991 |
| ROC ера | 81   | 82   | 83   | 84   | 85   | 86   | 87   | 88   | 89   | 90   |
| н. е.   | 1992 | 1993 | 1994 | 1995 | 1996 | 1997 | 1998 | 1999 | 2000 | 2001 |
| ROC ера | 91   | 92   | 93   | 94   | 95   | 96   | 97   | 98   | 99   | 100  |
| н. е.   | 2002 | 2003 | 2004 | 2005 | 2006 | 2007 | 2008 | 2009 | 2010 | 2011 |
| ROC ера | 101  | 102  | 103  | 104  | 105  | 106  | 107  | 108  | 109  | 110  |
| н. е.   | 2012 | 2013 | 2014 | 2015 | 2016 | 2017 | 2018 | 2019 | 2020 | 2021 |
| ROC ера | 111  | 112  | 113  | 114  | 115  | 116  | 117  | 118  | 119  | 120  |
| н. е.   | 2022 | 2023 | 2024 | 2025 | 2026 | 2027 | 2028 | 2029 | 2030 | 2031 |